# Універсалізм
Універсалізм - це філософська та теологічна концепція, згідно з якою деякі ідеї мають універсальне застосування або придатність. Універсалізм вважає, що певні істини, принципи або цінності мають загальну чи всезагальну природу, яка не залежить від контексту, культури або особистих переконань. Цей підхід акцентує на тому, що ідеї або принципи можуть бути застосовані в усіх сферах життя, для всіх людей незалежно від їхнього походження або культурного контексту. Універсалізм також може мати богословське значення, вказуючи на всезагальну любов або спасіння, доступні для всіх людей незалежно від їхньої релігійної приналежності чи віровизнання.
Віра в одну фундаментальну істину є ще одним важливим принципом універсалізму. Жива правда вважається більш далекосяжною, ніж національні, культурні чи релігійні кордони чи інтерпретації цієї єдиної істини. Як стверджує Ріг Веда, «Істина одна; мудреці називають її різними іменами». Спільнота, яка називає себе універсалістською, може наголошувати на універсальних принципах більшості релігій і приймати інші в інклюзивний спосіб.